# Liga Invernal Veracruzana 2006-2007
La Temporada 2006-2007 de la Liga Invernal Veracruzana fue la edición número 2 de la segunda etapa de este circuito. 
El equipo campeón fue Gallos de Santa Rosa, derrotando en la Serie Final 4 juegos a 2 a los Dragones Rojos de Coatzacoalcos, bajo el mando del mánager Ramón "Diablo" Montoya.

## Equipos participantes
| Liga Invernal Veracruzana 2006-2007 |                                 |                             |                                      |
| Zona                                | Equipo                          | Sede                        | Estadio                              |
| Centro                              | Brujos de Los Tuxtlas           | San Andrés Tuxtla, Veracruz | Aurelio Ballados                     |
| Centro                              | Chicataneros de Huatusco        | Huatusco, Veracruz          | Centenario                           |
| Centro                              | Chileros de Xalapa              | Xalapa, Veracruz            | Deportivo Colón                      |
| Centro                              | Gallos de Santa Rosa            | Ciudad Mendoza, Veracruz    | Deportivo Esfuerzo Obrero            |
| Centro                              | Rojos de Veracruz               | Veracruz, Veracruz          | Deportivo Universitario "Beto Ávila" |
| Sur                                 | Broncos de Cosamaloapan         | Cosamaloapan, Veracruz      | Deportivo Cosamaloapeño              |
| Sur                                 | Cayena de Isla                  | Isla, Veracruz              | "Alberto Cházaro Lagos"              |
| Sur                                 | Dragones Rojos de Coatzacoalcos | Coatzacoalcos, Veracruz     | Coatzacoalcos                        |
| Sur                                 | Gavilanes de Minatitlán         | Minatitlán, Veracruz        | 18 de marzo de 1938                  |
| Sur                                 | Tobis de Acayucan               | Acayucan, Veracruz          | La Arrocera                          |

## Juego de Estrellas
El Juego de Estrellas se realizó el 10 de diciembre de 2006 en el campo deportivo Cosamaloapeño, sede de los Broncos de Cosamaloapan. La Zona Sur derrotó 5-3 a la Zona Centro en la primera versión del Juego de Estrellas de la Liga Invernal Veracruzana. 

El “Home Run Derby” se canceló por las pésimas condiciones del terreno de juego.